# 女子キックボクサー一覧
女子キックボクサー一覧は、キックボクシング、ムエタイおよび立ち技系格闘技の女子選手の一覧である。（50音順表記）

## あ行
- AKARI（あかり）
- 東里美（あずま さとみ）
- AZUMA（あずま）
- 安倍基江（あべ もとえ）
- 愛弓（あゆみ）
- 飯田なお（いいだ なお）
- 池内紀子（いけうち のりこ）
- いつか
- 伊藤紗弥（いとう さや）
- イム・スジョン
- 岩永唯伽（いわなが ゆいか）
- エイミー・デイビス
- 桜朋梨恵（おおとも りえ）
- 大浜芳美（おおはま よしみ）
- 岡田敦子（おかだ あつこ）
- 奥村ユカ（おくむら ゆか）

## か行
- 神風杏子（かみかぜ きょうこ）
- 神風萸暉美（かみかぜ ゆきみ）
- 神風莉央（かみかぜ りお）
- 神村エリカ（かみむら えりか）
- 熊谷直子（くまがい なおこ）
- グレイシャア亜紀（ぐれいしゃあ あき）
- 小林愛理奈（こばやし ありな）
- 小八ヶ代真紀（こやがしろ まき）

## さ行
- 坂本奈緒子（さかもと なおこ）
- さくら子（さくらこ）
- 佐々木仁子（ささき さとこ）
- ☆SAHO☆
- ジェット・イズミ
- 柴田早千予（しばた さちよ）
- 島宮古（しま みやこ）
- 下関崇子（しもせき たかこ）
- ジャンボかおる（じゃんぼ かおる）（北城陽子）
- ジョー明日香（じょー あすか）
- シルビア・ラノッテ
- 仁あきら（じん あきら）
- 陣内まどか（じんない まどか）
- 杉貴美子（すぎ きみこ）
- 聖愛（せいな）
- せり
- 薔薇（そうび）（SHIBANAMI、柴田奈美）

## た行
- 田嶋はる（たじま はる）
- ダイヤモンド酒井理絵
- ダック可愛（だっく かわい）
- 田中佑季（たなか ゆうき）
- CHIZU（ちず）
- 千葉歌織（ちば かおり）
- ちはる
- 辻井和花（つじい ほのか）
- 辻井和奏（つじい わかな）
- トモコSP

## な行
- 中沢夏美（なかざわ なつみ）
- 那須川梨々（なすかわ りり）
- 撫子（なでしこ）
- 成沢紀予（なるさわ きよ）
- ヌシアン・ポー.プラムック
- NORIKO（のりこ）

## は行
- パリンヤー・ジャルーンポン
- ぱんちゃん璃奈（ぱんちゃん りな）
- 左晴美（ひだり はるみ）
- PIRIKA（ぴりか）
- ベニー紅（べにー くれない）
- 林田昌子（はやしだ しょうこ）
- 平岡琴（ひらおか こと）
- 藤山照美（ふじやま てるみ）
- 古谷あさみ（ふるや あさみ）
- ペッディージャー・オーミークン
- 細田由里子（ほそだ ゆりこ）
- 本田ななか（ほんだ ななか）

## ま行
- 正木純子（まさき じゅんこ）
- 松下えみ（まつした えみ）
- 松谷綺（まつたに きら）
- 松田玲奈（まつだれな）
- 真優（まひろ）
- ☆MIKA☆（みか）
- 三井綾（みつい あや）
- MINA（みな）
- 美保（みほ）
- 宮﨑小雪（みやざき こゆき）
- 宮﨑若菜（みやざき わかな）
- 宮本芽依（みやもと めい）
- 美・YUKI（みゆき）
- MOE（もえ）
- 紅絹（もみ）

## や行
- 山田紗暉（やまだ さき）
- 山田純琴（やまだ すみえ）
- 山田真子（やまだ まこ）
- yu-kid（ゆーきっど）

## ら行
- 来家恵美子
- 理紗（りさ）
- 龍子（りゅうこ）
- Little Tiger（リトルタイガー）

## わ行
- 渡辺久江（わたなべ ひさえ）